# 郵傳部
郵傳部是清政府於1906年11月6日（光緒三十二年九月二十日）設立的中央機構，總管郵政、船政、鐵路、電政事務。

## 沿革
郵傳部成立以前，船政招商局隸屬北洋大臣，內地商船隸屬工部，郵政隸屬海關總稅務司，路政、電政由大臣各領其事，郵傳部設立以後，将上述业务全部併入。该部初置尚书，左、右侍郎，左、右丞，参议，各一人，及承政、参议两厅佥事各官。设船政、路政、电政、邮政、庶务五司，置郎中十人，员外郎十有二人，主事二十有四人，小京官十有四人。宣统元年（1909年），省庶务司郎中、员外郎、小京官各二人，主事四人。增承政、参议两厅员外郎、主事各二人。宣統三年（1911年），改行內閣制，郵傳部尚書改為郵傳大臣，侍郎改為副大臣。
1912年中華民國建立後，郵傳部改為中華民國交通部。

## 编制

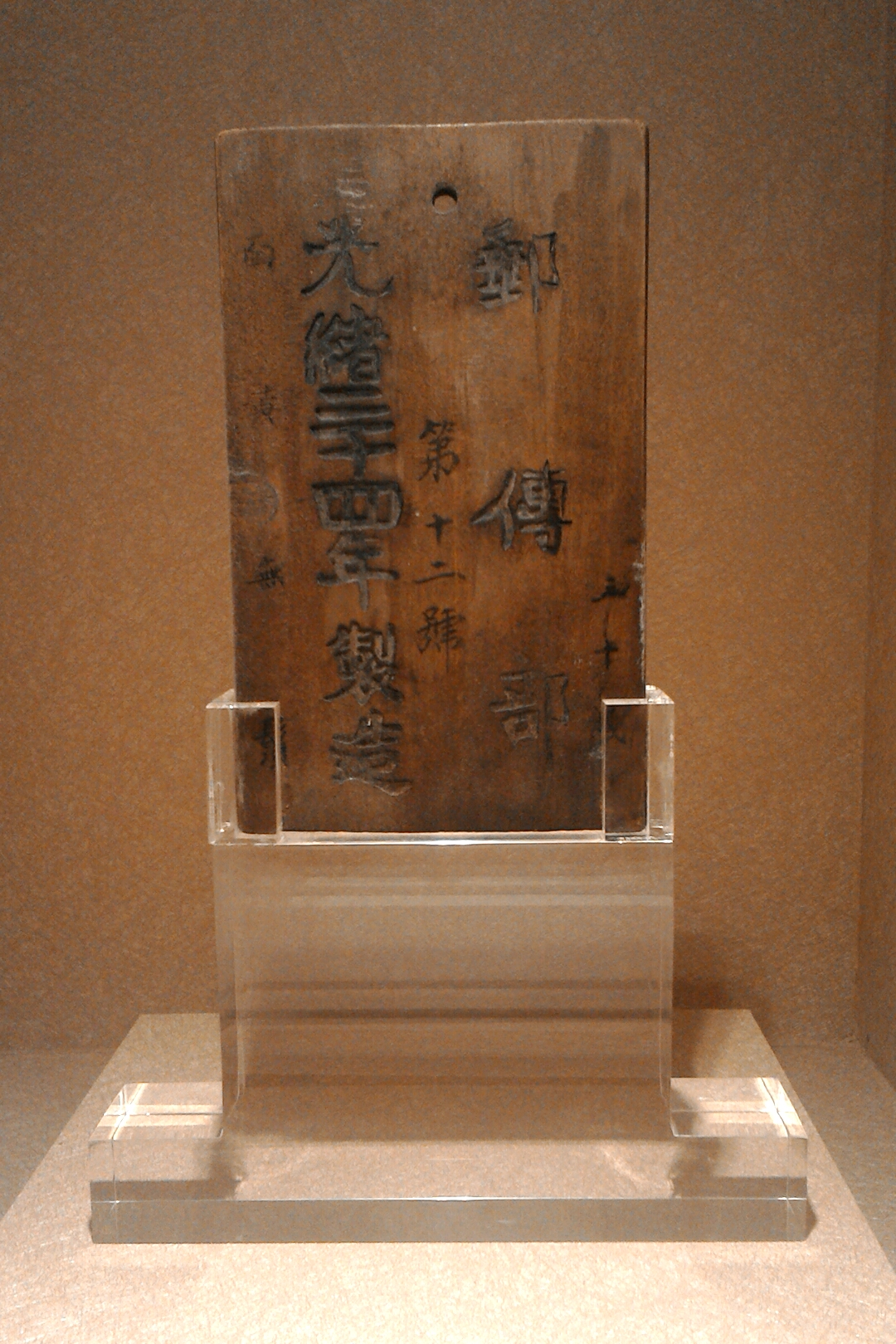
郵傳部腰牌，光緒三十四年（1908年）製造。

邮传部设邮传大臣，副大臣，各一人。左、右丞，左、右参议，各一人。承政、参议两厅佥事（正五品。奏补），员外郎，主事，小京官，各二人。船政、路政、电政、邮政四司，郎中各二人，员外郎十人（船政、邮政各二人。路政、电政各三人），主事二十人（船政、邮政各四人。路政、电政各六人），小京官各二人。八、九品录事无定员。

## 职能
邮传大臣掌主交通政令，汽行舟车，电达文语，靡所不综，以利民用。副大臣贰之。
- 船政司：掌议船律，兼司营辟厂坞，测量沙线。
- 路政司：掌议路律，兼司釐定轨制，规画路线。
- 电政司：掌议电律，兼司官商局则例，海陆线规程。
- 邮政司：掌议邮律，兼司邮局汇兑，邮盟条约。

所辖：邮政总局局长（副大臣兼充），总办（法国人充），各一人。铁路总局提调二人。京汉路局总办、提调各一人，南局、京局会办各一人。京奉路局总办二人，提调各一人。京张铁路总办、会办，各一人。沪宁路局总办一人。吉长路局、广九路局，总办、提调各一人。张绥铁路总办、会办各一人。萍株铁路、正太路局、汴洛路局、道清路局，总办各一人。电政总局局长一人，提调二人。分局总办、帮办、提调各一人。各省分局总办各一人。电话局总办、会办各一人。天津、广州、太原、烟台总办各一人。交通银行总理、帮理各一人。北京总银行，上海、汉口、广州分银行，总办各一人。天津、营口管理各一人。差官三十四人。提塘官十三人（旧隶兵部）。俱遴员分治其事。

## 歷任首长
| 姓名   | 職稱            | 任命時間                         | 卸任時間                         | 卸任原因   | 備註                              | 來源  |
| 張百熙 | 尚書            | 光緒三十二年九月廿一日 1906.11.7 | 光緒三十三年二月三日 1907.3.16   | 病假       |                                   | [ 5 ] |
| 林紹年 | 尚書 （暫署）   | 光緒三十三年二月三日 1907.3.16   |                                  |            |                                   | [ 5 ] |
| 張百熙 | 尚書            |                                  | 光緒三十三年二月十八日 1907.3.31 | 卒         |                                   | [ 5 ] |
| 岑春煊 | 尚書            | 光緒三十三年三月廿一日 1907.5.3  | 光緒三十三年四月十七日 1907.5.28 | 調兩廣總督 |                                   | [ 5 ] |
| 陳璧   | 尚書            | 光緒三十三年四月十八日 1907.5.29 | 宣統元年正月十八日 1909.2.8      | 革         |                                   | [ 5 ] |
| 李殿林 | 尚書 （暫署）   | 宣統元年正月十八日 1909.2.8      |                                  |            |                                   | [ 5 ] |
| 徐世昌 | 尚書            | 宣統元年正月十九日 1909.2.9      | 宣統二年七月十三日 1910.8.17     | 調軍機大臣 | 四月到任                          | [ 5 ] |
| 唐紹儀 | 尚書 （署理）   | 宣統二年七月十三日 1910.8.17     | 宣統二年七月十三日 1911.1.6      | 因病解職   | 九月到任，前以沈雲沛暫署          | [ 5 ] |
| 盛宣懷 | 尚書            | 宣統二年十二月六日 1911.1.16     |                                  |            |                                   | [ 5 ] |
| 盛宣懷 | 大臣            | 宣統三年四月十日 1911.5.18       | 宣統三年九月五日 1911.10.26      | 革         | 慶親王內閣                        | [ 6 ] |
| 唐紹儀 | 大臣            | 宣統三年九月五日 1911.10.26      |                                  |            | 慶親王內閣 未到任前，以吳郁生暫署 | [ 6 ] |
| 楊士琦 | 大臣 （署理）   | 宣統三年九月廿六日 1911.11.16    | 宣統三年十一月十六日 1912.1.4    | 電請解職   | 袁世凱內閣                        | [ 7 ] |
| 梁士詒 | 正首領 （署理） | 宣統三年十一月十六日 1912.1.4    |                                  |            | 袁世凱內閣                        | [ 7 ] |